# Галитли, Патрик
Патрик Галитли (англ. Patrick Galithly или Golightly; XIII век, Королевство Шотландия) — шотландский дворянин. Его отец Генри Галитли был внебрачным сыном короля Шотландии Уильяма I Льва.
После того, как основная ветвь королевской династии угасла, Патрик выдвинул свои претензии на корону Шотландии в ходе «Великой тяжбы» (1291—1292). Король Англии Эдуард I, ставший третейским судьёй, признал права Галитли и ряда других претендентов менее существенными, чем права Джона Баллиоля. После этих событий Галитли не упоминается в источниках.